# Pfarrkirche Lend

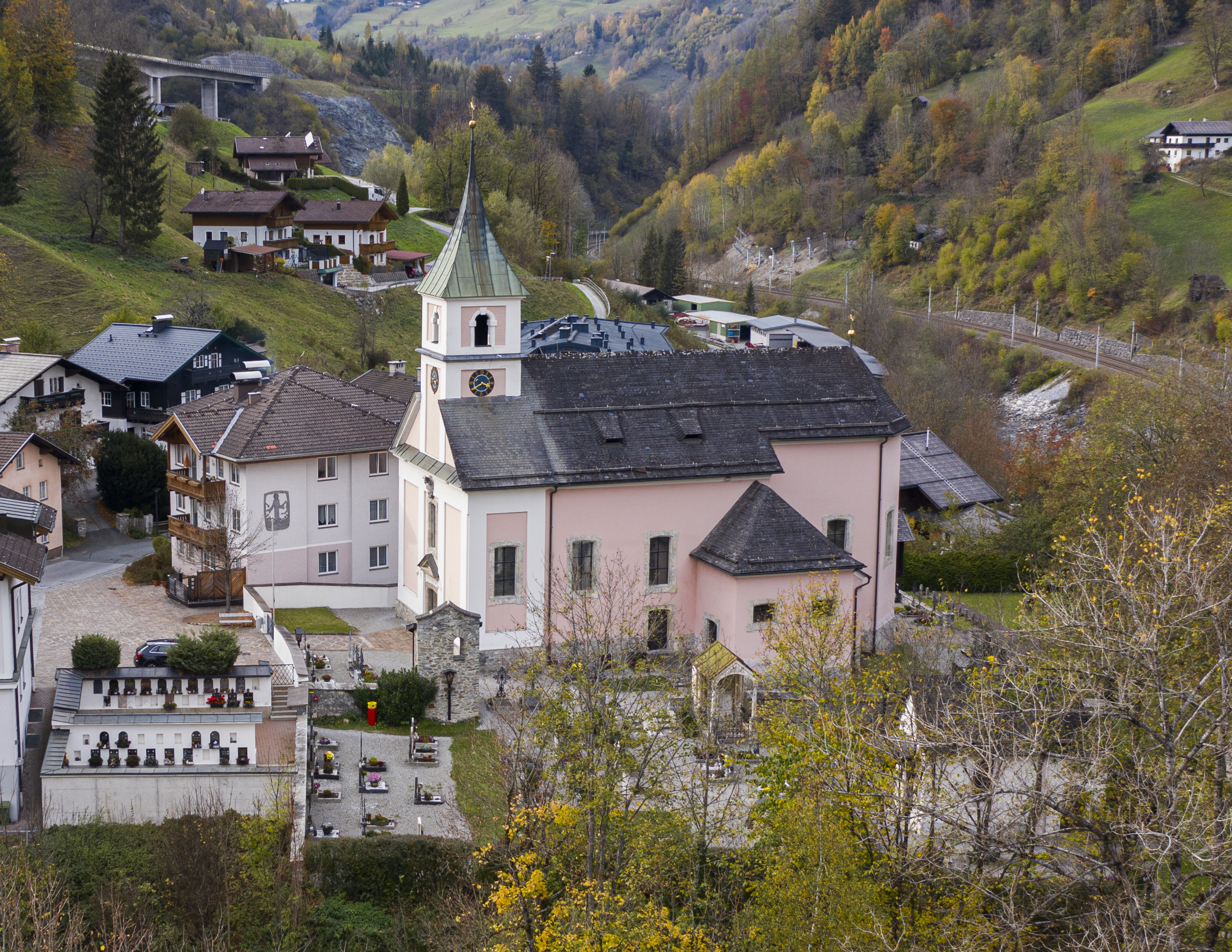
Katholische Pfarrkirche Hll. Rupert und Virgil in Lend

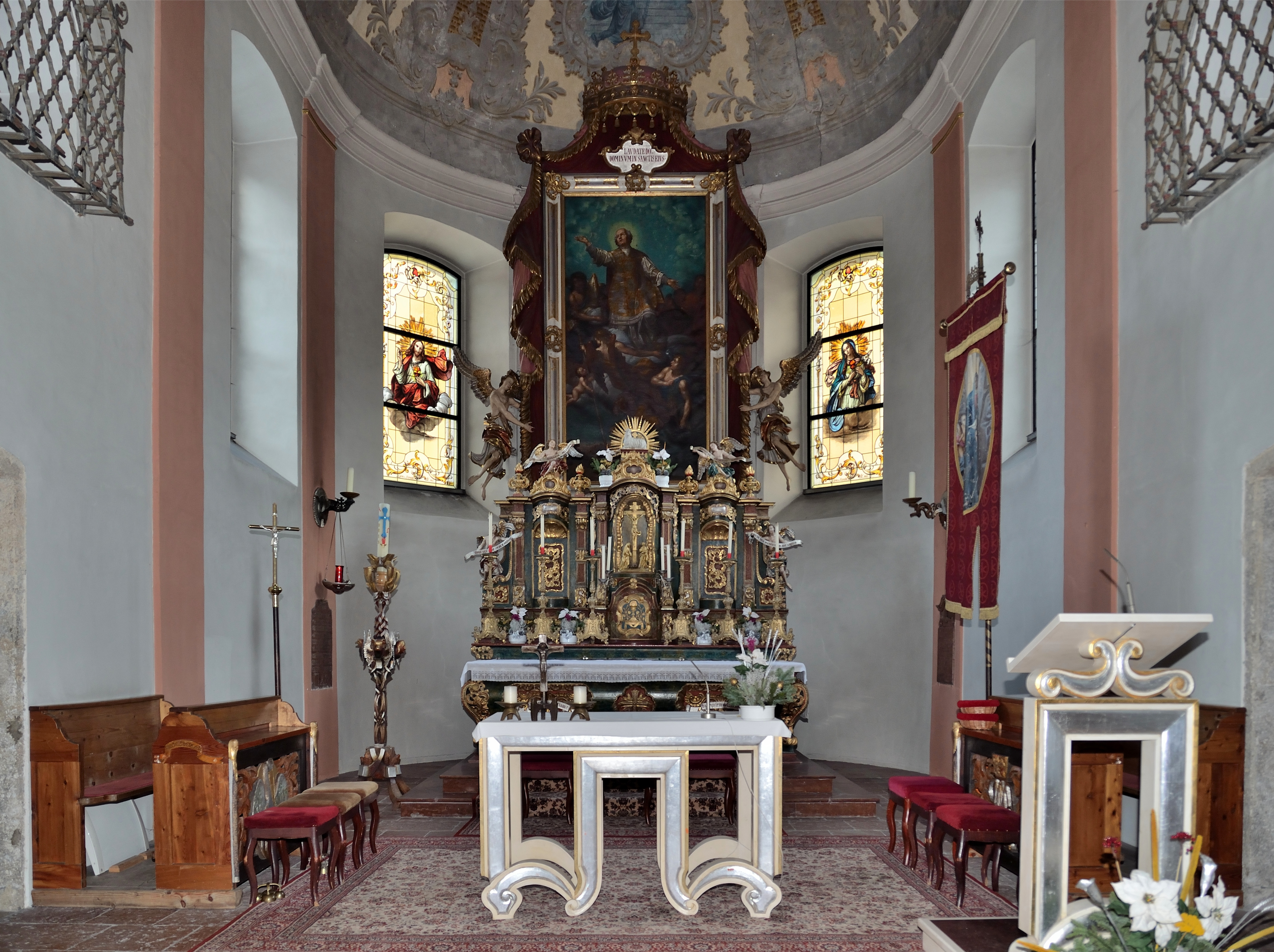
Chor, Blick zum Hochaltar

Die römisch-katholische Pfarrkirche Lend steht in der Gemeinde Lend im Bezirk Zell am See im Land Salzburg. Die dem Patrozinium des Heiligen Rupert unterstellte Pfarrkirche gehört zum Dekanat Taxenbach in der Erzdiözese Salzburg. Die Kirche steht unter Denkmalschutz (Listeneintrag).

## Geschichte
Urkundlich wurde 1621 eine Kirche genannt. Unter dem Erzbischof Max Gandolf von Kuenburg wurde 1674 die Kirche neu errichtet. Die Kirche wurde 1760 baulich verändert. Restaurierungen waren von 1949 bis 1955 und 1984 außen.
Die Pfarre wurde 1891 gegründet.

## Architektur
Der einschiffige, nach Norden gerichtete Kirchenbau aus 1674 grenzt nördlich an den Friedhof und an den Soldatenfriedhof aus dem Zweiten Weltkrieg.
Das Kirchenäußere zeigt ein schlichtes Langhaus unter einem Satteldach mit einer umlaufenden Hohlkehle, der einspringende Chor hat einen polygonalen Schluss. An der Südfront mit einem Dreieckgiebel steht mittig ein Turm mit rundbogigen Schallfenstern und einem Zeltdach, die Front ist mit seitlichen und mittleren Putzlisenen gegliedert, die horizontale Begrenzung des Giebelfeldes durch ein profiliertes Gesims, die barocke Umrahmung des Portals hat einen Dreieckgiebel mit dem Wappen von Erzbischof Max Gandolf. Im Osten und Westen stehen am Übergang vom Langhaus zum Chor zweigeschoßige Anbauten.

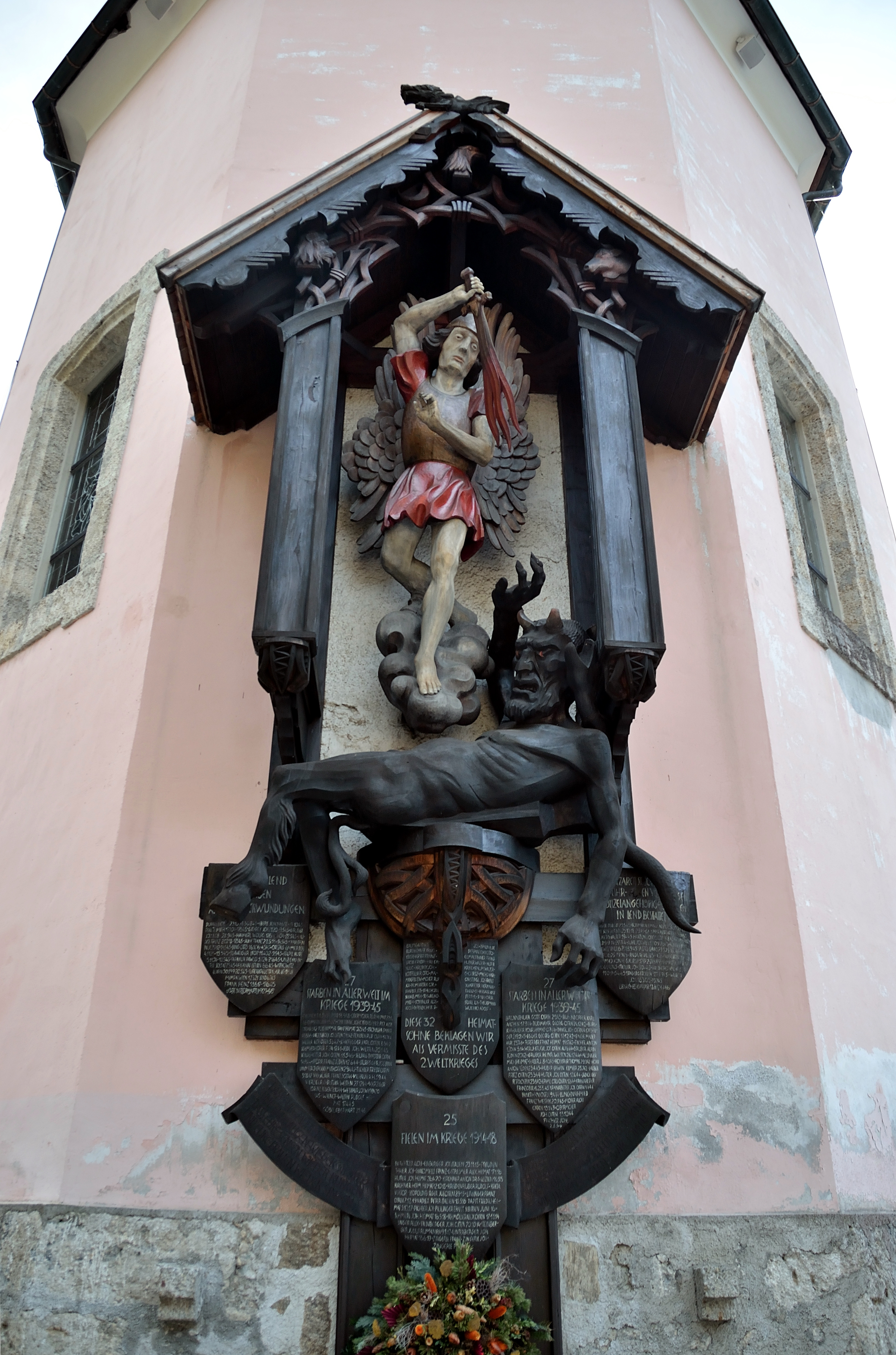
Kriegerdenkmal von Gustav Resatz

Das Kriegerdenkmal am Chorhaupt von Gustav Resatz aus 1950 trägt eine Figurengruppe hl. Michael stürzt Luzifer.
Das Kircheninnere zeigt ein Langhaus unter einem flachen Tonnengewölbe aus 1760 auf einem umlaufenden profilierten Gesims auf einer Pilastergliederung, die südliche dreiteilige Empore ist kreuzgratunterwölbt und hat ein barockes schmiedeeisernes Gitter mit dem Wappen des Erzbischofs Andreas Jakob von Dietrichstein. Der Chor mit einer Rundapsis ist tonnengewölbt, beidseits des Chores befinden sich Sakristeitüren und Oratoriumsfenster.
Die Deckenmalerei Mariä Himmelfahrt und die Ankunft des hl. Rupert in Iuvavum schuf Virgil Groder 1907. Das Apsisfenster hat Glasmalerei entstand 1903.

## Einrichtung
Der Hochaltar aus 1760, im 19. Jahrhundert durch einen neugotischen Altar ersetzt, wurde 1907 wiederum aufgestellt, das Altarbild hl. Rupert wurde 1674 wohl von Frans de Neve übermalt, der Tabernakel entstand 1785, eine Inschrifttafel aus Marmor nennt Max Gandolf 1674.
Die Seitenaltäre schuf der Bildhauer Petrus Schmid 1761. Der linke Seitenaltar zeigt das Altarblatt Kreuzigung aus der zweiten Hälfte des 17. Jahrhunderts, davor befindet sich ein ovales Standbild Maria mit Kind als Gnadenbild der Gürtelbruderschaft von Mülln um 1770. Der rechte Seitenaltar zeigt das Altarblatt die Heiligen Sebastian, Nikolaus und Florian aus der Mitte des 18. Jahrhunderts.
Die Kanzel schuf Petrus Schmid 1761. Es gibt Konsolfiguren der Heiligen Rupert und Virgil aus 1760. Die Relief mit Kreuzwegstation schuf Lois Lidauer 1954. Die Wangen der Kirchenbänke, den Krippenbaum und die Osterleuchter schuf Gustav Resatz von 1949 bis 1955.
In einer Wandnische an der Langhauswand steht ein Reliquienostensorium aus dem 15. Jahrhundert mit einem neugotischen Fuß.
Die Orgel baute Albert Mauracher.
Die Familienkapelle, ein Anbau im Osten, zweijochig mit einem Kreuzgratgewölbe und gratigen Stichkappen beinhaltet einen Altar von Petrus Schmid 1761 mit einem Altarblatt Heilige Familie und den seitlichen Konsolfiguren der Heiligen Joachim und Anna.
Eine Wandmalerei an der westlichen Friedhofsmauer zeigt Barmherzigkeit vom Maler Leonhard Stemeseder 1954.

## Grabdenkmäler
Es gibt Priester-Grabsteine des 17. und 18. Jahrhunderts.